# 広州市長の一覧
中国広東省広州市の歴代の市長の一覧である。
- 孫科 - 1921年2月15日、広州市政庁が正式に成立。就任
- 呉飛 - 1922年7月就任
- 金章 - 1922年12月就任
- 林雲陔 - 1923年2月8日就任
- 孫科 - 1923年2月26日復任
- 李福林 - 1924年9月就任
- 伍朝枢 - 1925年7月、広州市政庁が広州市政府に改組、実行委員会制になる。伍朝枢が市政委員会委員長に就任
- 孫科 - 1926年6月市政委員会委員長に復任
- 林雲陔 - 1927年5月市政委員会委員長に就任
- 甘乃光 - 1927年11月市政委員会委員長に就任
- 林雲陔 - 1928年5月市長制に戻る。1929年10月特別市に改められる。1930年6月省轄市に改められる。林雲陔が就任
- 程天固 - 1931年6月就任
- 劉紀文 - 1932年3月就任
- 曽養甫 - 1936年8月就任。1938年10月21日広州が日本に占領される。
- 彭東原 - 汪兆銘政権の初代広州市長、治安維持会会長。
- 周化人 - 汪兆銘政権の第二任代広州市長
- 陳耀祖 - 汪兆銘政権の第三代広州市長
- 周応湘 - 汪兆銘政権の第四代広州市長
- 汪屺 - 汪兆銘政権の第五代広州市長
- 張焯堃 - 汪兆銘政権の第六代広州市長
- 陳策 - 1945年9月に日中戦争終結、1946年1月広州が省轄市になる。陳策が就任
- 欧陽駒 - 1946年6月就任、1947年7月院轄市に改められ、行政院に直属することになる。
- 李揚敬 - 1949年10月6日就任

1949年10月14日、中華人民共和国による実効支配開始。
- 葉剣英 - 1949年10月28日広州市人民政府成立。葉剣英が就任
- 何偉 - 1952年12月就任。1953年3月12日広州市が中央直轄市に改められる。1955年1月1日広東省轄市に改められる。同年1月15日広州市人民政府が広州市人民委員会と改められる。
- 朱光 - 1956年11月就任
- 曽生 - 1960年11月就任
- 黄栄海 - 1967年3月15日広州市軍事管制委員会が成立。1968年2月21日広州市革命委員会が成立。黄栄海が軍管会、革委会主任に就任
- 焦林義 - 1972年12月革委会主任に就任
- 楊尚昆 - 1979年3月革委会主任に就任
- 梁霊光 - 1981年9月就任。1981年9月広州市革委会が広州市人民政府に改められる。
- 葉選平 - 1983年7月就任
- 朱森林 - 1985年8月就任
- 楊資元 - 1988年6月就任
- 黎子流 - 1990年6月7日代理市長を経て就任
- 林樹森 - 1996年代市長を経て1997年就任
- 張広寧 - 2003年4月就任
- 万慶良 - 2010年4月16日就任
- 陳建華 - 2011年12月20日就任
- 温国輝 - 2016年1月就任